# Segal
Segal oder Ségal ist ein jüdischer Familienname.

## Namensträger
- Abe Segal (1930–2016), südafrikanischer Tennisspieler
- Anna Segal (* 1986), australische Freestyle-Skierin
- Arthur Segal (1875–1944), rumänisch-deutscher Maler
- Ben Segal, britisch-schweizerischer Internetpionier
- Brandon Segal (* 1983), kanadischer Eishockeyspieler
- Bruce A. Segal (* 1959), US-amerikanischer Amateurastronom
- Charles Segal (1936–2002), US-amerikanischer Altphilologe
- Dan Segal (* 1947), britischer Mathematiker
- Danya Segal (* 1958), britische Musikerin und Musikproduzentin
- David Segal (Leichtathlet) (* 1937), britischer Sprinter
- David Segal (Politiker) (* 1979), US-amerikanischer Politiker (Demokraten)
- David R. Segal (* 1941), US-amerikanischer Militärsoziologe
- Derek Segal (* 1960), kanadischer Tennisspieler
- Emily Segal (* 1988), US-amerikanische Künstlerin, Autorin und Kreativdirektorin
- Erich Segal (1937–2010), US-amerikanischer Klassischer Philologe, Schriftsteller und Drehbuchautor
- Esther Segal (1895–1974), kanadische Schriftstellerin des Jiddischen
- Francesca Segal (* 1980), US-amerikanisch-britische Journalistin
- George Segal (Künstler) (1924–2000), US-amerikanischer Künstler
- George Segal (1934–2021), US-amerikanischer Filmschauspieler
- Gilles Ségal (1932–2014), französischer Schauspieler
- Gordon Segal (* um 1940), US-amerikanischer Unternehmer
- Graeme Segal (* 1941), britischer Mathematiker
- Hanna Segal (1918–2011), britische Psychoanalytikerin, Psychiaterin und Hochschullehrerin
- Hugh Segal (1950–2023), kanadischer Politiker
- Irving Segal (1918–1998), US-amerikanischer Mathematiker
- Jacob Isaac Segal (1896–1954), kanadischer Schriftsteller des Jiddischen
- Jakob Segal (1911–1995), deutscher Biologe
- Jeff Segal (* 1985), US-amerikanischer Autorennfahrer
- Jérôme Segal (* 1970), französisch-österreichischer Essayist, Historiker und Journalist
- Jerry Segal (1931–1974), US-amerikanischer Jazz-Schlagzeuger
- Joe Segal (1926–2020), US-amerikanischer Jazz-Veranstalter
- Judah Segal (1912–2003), britischer Linguist
- Kalman Segal (1917–1980), polnisch-israelischer Schriftsteller, Dichter und Radiojournalist
- Lore Segal (1928–2024), US-amerikanische Literaturwissenschaftlerin und Autorin
- Martin E. Segal (1916–2012), russisch-amerikanischer Unternehmer
- Misha Segal (* 1943), israelischer Komponist
- Mohan Segal (1921–2005), indischer Schauspieler und Regisseur
- Moshe Zvi Segal (1875–1968), israelischer Talmudist
- Peter Segal (* 1962), US-amerikanischer Filmregisseur
- Raz Segal, israelischer Historiker
- Ron Segal (* 1980), israelischer Filmemacher und Schriftsteller
- Samuel Segal, Baron Segal (1902–1985), britischer Arzt und Politiker
- Sanford L. Segal (1937–2010), US-amerikanischer Mathematiker und Wissenschaftshistoriker
- Simon Segal (1898–1969), französischer Maler
- Uri Segal (* 1944), israelischer Dirigent
- Vincent Ségal (* 1967), französischer Cellist
- Walter Segal (1907–1985), britischer Architekt
- Zohra Segal (1912–2014), indische Schauspielerin